# 穆扎诺
穆扎诺（義大利語：Muzzano），是意大利比耶拉省的一个市镇。总面积5平方公里，人口609人，人口密度121.8人/平方公里（2009年）。ISTAT代码为096038。